# Pulau Siopasigoiso
Pulau Siopasigoiso är en ö i Indonesien.   Den ligger i provinsen Sumatera Barat, i den västra delen av landet, 800 km nordväst om huvudstaden Jakarta. Arean är 1,0 kvadratkilometer.
Terrängen på Pulau Siopasigoiso är platt. Öns högsta punkt är 22 meter över havet. Den sträcker sig 1,2 kilometer i nord-sydlig riktning, och 1,1 kilometer i öst-västlig riktning.  I omgivningarna runt Pulau Siopasigoiso växer i huvudsak städsegrön lövskog.